# Bosseide
Bosseide (La fascinazione del male) è un romanzo dello scrittore italiano Nando Vitali edito nel 2015; è ambientato nella Napoli contemporanea.

## Trama
Il romanzo affronta il tema del male attraverso la storia di un padrino della camorra. Si parla di Boss e del castello fortezza dove egli si nasconde e cerca vendetta, e nelle cui mura abitano su uno stesso ma conflittuale piano, il male e il bene. Boss si ritrova infatti per alcuni accadimenti, nella condizione di dover scegliere proprio fra il bene e il male; decisione per lui non facile perché scegliere il bene per chi ha fatto del male un cammino di vita, è segno di imperdonabile debolezza. Ma Boss sente all'improvviso nascere dentro di lui la necessità del pentimento, sofferto, doloroso e difficile da confessare per la necessità di mantenere un potere simile a quello di un capo di Stato che vuole il bene del suo popolo (pur se in questo caso il popolo del male). Da qui una sorta di epica interiore che non è l’esaltazione delle sue gesta, ma l’intricato percorso di una mente criminale che “attaccata” dal bene vacilla e scopre sentimenti di pietà mai conosciuti prima (il rapimento di un bambino di un clan rivale sarà il fulcro della storia) che prevalgono sul suo desiderio di vendetta. Si può perdonare un uomo che ha commesso durante la sua vita solo atrocità? Il perdono è una faccenda intima e personale e non possono esserci delle indicazioni universali; certo è che il perdono nel cuore degli uomini, deve passare attraverso varie fasi della mente ma non può mai cancellare il peccato di partenza. Bosseide è la storia di un uomo: della sua infanzia disgraziata, del suo divenire Boss e poi del suo rapporto con la moglie, con il figlio, con la sorella e del legame profondo che stabilisce col bambino rapito. Per sottolineare l’epicità di questa vicenda, l’autore sceglie di farla raccontare da un cantore cieco, Don Antonio, amico di infanzia di Boss a lui fedele, la cui voce corre lungo tutta la messa in scena.

## Reading teatrale
Dal romanzo è stato realizzato un Reading teatrale coordinato dall'attore e regista Peppe Celentano. 
Con la partecipazione degli attori Ciro Capano, Gabriella Cerino, Massimo Masiello, Amedeo Ambrosino, Noemi Coppola, Diego Sommaripa, Angela Rosa D'auria, Paolo Gentile, Ciro Pauciullo, Gaetano Guida, Giuseppe Marino.
Arrangiamenti e chitarra di Davide De Rosa.

## Edizioni
- Nando Vitali, Bosseide (La fascinazione del male), Gaffi, 2015,  p. 232, ISBN 978-88-6165-156-2.